# Транспорт в Литва
Литва има една от най-развитите транспортни мрежи измежду съветските републики още преди разпадането на СССР. В процес на обновяване на основните пътни артерии след влизането на страната в ЕС. Инфраструктурата на Литва много наподобява тази на скандинавските държави.

## Железопътен транспорт
Общо 1998 km железопътни линии.
- 1807 km широк размер (1524 mm), 122 km от които електрифицирани
- 169 km тесен размер (750 mm) – към 2001 г.
- 22 km стандартен размер (1435 mm)

### Железопътни връзки със съседни страни
- Латвия – да
- Беларус – да
- Полша – да – 1524 mm / 1435 mm
- Калининград – да

## Магистрали
Към 2010 г. дължината на магистралите в Литва е 309km.

## Воден транспорт
600 km напълно плавателни.

## Петролопроводи
- Суров петрол – 105 km
- Природен газ – 760 km